# Бакслі (Джорджія)
Бакслі (англ. Baxley) — місто (англ. city) в США, в окрузі Апплінг штату Джорджія. Населення — 4942 особи (2020).

## Географія
Бакслі розташоване за координатами 31°45′50″ пн. ш. 82°21′1″ зх. д. / 31.76389° пн. ш. 82.35028° зх. д. (31.764019, -82.350140).  За даними Бюро перепису населення США в 2010 році місто мало площу 21,73 км², з яких 21,70 км² — суходіл та 0,03 км² — водойми.

## Демографія
Згідно з переписом 2010 року, у місті мешкало 4400 осіб у 1654 домогосподарствах у складі 1065 родин. Густота населення становила 202 особи/км².  Було 2015 помешкань (93/км²).
Расовий склад населення:
| - 55,5 % — білих - 35,8 % — чорних або афроамериканців - 1,3 % — азіатів - 0,3 % — вихідців з тихоокеанських островів - 0,2 % — корінних американців - 5,6 % — осіб інших рас |

До двох чи більше рас належало 1,2 %. Частка іспаномовних становила 10,6 % від усіх жителів.
За віковим діапазоном населення розподілялося таким чином: 28,0 % — особи молодші 18 років, 57,6 % — особи у віці 18—64 років, 14,4 % — особи у віці 65 років та старші. Медіана віку мешканця становила 36,2 року. На 100 осіб жіночої статі у місті припадало 88,2 чоловіків;  на 100 жінок у віці від 18 років та старших — 83,8 чоловіків також старших 18 років.
Середній дохід на одне домашнє господарство  становив 44 077 доларів США (медіана — 36 674), а середній дохід на одну сім'ю — 53 583 долари (медіана — 43 606). Медіана доходів становила 35 593 долари для чоловіків та 31 257 доларів для жінок. За межею бідності перебувало 21,6 % осіб, у тому числі 11,3 % дітей у віці до 18 років та 24,0 % осіб у віці 65 років та старших.
Цивільне працевлаштоване населення становило 1670 осіб. Основні галузі зайнятості: освіта, охорона здоров'я та соціальна допомога — 21,2 %, виробництво — 16,2 %, будівництво — 9,2 %, оптова торгівля — 8,7 %.